# Шампетјер
Шампетјер (фр. Champétières) насеље је и општина у централној Француској у региону Оверња, у департману Пиј де Дом која припада префектури Амбер.
По подацима из 2011. године у општини је живело 253 становника, а густина насељености је износила 13,65 становника/km². Општина се простире на површини од 18,54 km². Налази се на средњој надморској висини од 700 метара (максималној 1.205 m, а минималној 534 m).

## Демографија
| 1962. | 1968. | 1975. | 1982. | 1990. | 1999. | 2011. |
| ----- | ----- | ----- | ----- | ----- | ----- | ----- |
| 351   | 307   | 247   | 233   | 247   | 258   | 253   |

График промене броја становника у току последњих година